# Spiegel-Urteil
Als Spiegel-Urteil bezeichnet man in der deutschen Rechtswissenschaft das Urteil des Bundesverfassungsgerichtes vom 5. August 1966. In diesem Urteil hat das Bundesverfassungsgericht die öffentliche Aufgabe der Presse für die demokratische Willensbildung herausgestellt und effektive Vorkehrungen für den Schutz des freien Pressewesens eingefordert.

## Sachverhalt
Das Magazin Der Spiegel hatte am 10. Oktober 1962 unter dem Titel „Bedingt abwehrbereit“ über die militärische Situation in Deutschland und der NATO berichtet. Wegen Verdachts des Landesverrats wurde daraufhin gegen Rudolf Augstein als Verleger und gegen den verantwortlichen Redakteur Conrad Ahlers sowie weitere Spiegel-Redakteure Haftbefehl und ein Durchsuchungsbeschluss erlassen. Die Räume des Spiegel-Verlags in Hamburg und Bonn wurden daraufhin durchsucht, umfangreiches Material wurde beschlagnahmt. Der Spiegel-Verlag erhob Verfassungsbeschwerde gegen die Anordnung von Durchsuchung und Beschlagnahme.

## Zusammenfassung des Urteils
Das Bundesverfassungsgericht wies die Verfassungsbeschwerde zurück.
Das Gericht stellt fest, dass die Presse im demokratischen Staat eine öffentliche Aufgabe erfüllt. Das freie Pressewesen ist wesentlicher Faktor im demokratischen Willensbildungsprozess. Aus der Pressefreiheit in Art. 5 Abs. 1 Satz 2 Grundgesetz folgt daher auch eine Institutsgarantie für ein freies Pressewesen. Diese umfasst einerseits die privatwirtschaftliche Struktur der Presseunternehmen, beinhaltet aber andererseits auch eine staatliche Verpflichtung, die Gefahr von durch Pressekonzentration entstehenden Meinungs- und Informationsmonopolen abzuwehren.
Nachdem das Gericht die Bedeutung der Presse und der Pressefreiheit abstrakt gewürdigt hat, wird die konkrete Einschränkung der Pressefreiheit durch die Durchsuchung und Beschlagnahme aufgrund der Strafprozessordnung gegenüber der Sicherheit des Staates und dem Verdacht des Landesverrates abgewogen. Obwohl das Bundesverfassungsgericht anerkennt, dass die Bevölkerung auch über wichtige Vorgänge in der Verteidigungspolitik informiert werden muss, bewertet es hier den Verdacht des Landesverrats als gravierender und sieht die Durchsuchung und Beschlagnahme als angemessenes Mittel an, dem Verdacht nachzugehen. Damit kommt hier dem Bestand des Staates das höhere Gewicht zu.
Die Verfassungsbeschwerde wurde bei Stimmengleichheit abgewiesen. Die Verfassungsrichter, die die Begründung nicht mittrugen, hatten die Pressefreiheit höher bewertet. Eine Einsicht in die betreffenden Akten des Verfassungsgerichts wurde den Redakteuren des Spiegel auch 50 Jahre nach der Affäre verweigert.

## Aus den Gründen
„Eine freie, nicht von der öffentlichen Gewalt gelenkte, keiner Zensur unterworfene Presse ist ein Wesenselement des freiheitlichen Staates; insbesondere ist eine freie, regelmäßig erscheinende Presse für die moderne Demokratie unentbehrlich. … In ihr artikuliert sich die öffentliche Meinung. … In der repräsentativen Demokratie steht die Presse zugleich als ständiges Verbindungs- und Kontrollorgan zwischen dem Volk und seinen gewählten Vertretern in Parlament und Regierung.“
„Presseunternehmen müssen sich im gesellschaftlichen Raum frei bilden können. Sie arbeiten nach privatwirtschaftlichen Grundsätzen und in privatrechtlichen Organisationsformen. Sie stehen miteinander in geistiger und wirtschaftlicher Konkurrenz, in die die öffentliche Gewalt grundsätzlich nicht eingreifen darf. … doch ließe sich etwa auch an eine Pflicht des Staates denken, Gefahren abzuwehren, die einem freien Pressewesen aus der Bildung von Meinungsmonopolen erwachsen könnten.“

## Folgen des Urteils
Als Folge des Urteils wurden Regelungen zur Pressekonzentrationskontrolle im GWB aufgenommen.